# Enric Reyna
Enric Reyna i Martínez (Barcelona, 15 mei 1940) is een Spaans ondernemer en voormalig bestuurslid en president van FC Barcelona. Hij bestuurde FC Barcelona in 2003. Na zijn vertrek bij de club werd Reyna directeur van Amrey Promociones Inmobiliaras.
In 2000 trad Reyna toe tot het bestuur van FC Barcelona onder leiding van Joan Gaspart als vicepresident. Op 12 februari 2003 volgde hij Gaspart op, nadat deze vanwege de sportieve en financiële problemen bij Barça zijn functie had neergelegd. Reyna werd aangesteld als interim-voorzitter tot aan de vervroegde verkiezingen, maar aangezien FC Barcelona wel goed presteerde in de UEFA Champions League hoopte Reyna op winst in dit Europese bekertoernooi om zo aan te kunnen blijven als president. Een week na de uitschakeling in de Champions League door het Italiaanse Juventus kondigde Reyna dan toch de verkiezingen aan. Hij werd in juni 2003 opgevolgd door Joan Laporta.